# Tootsie
Tootsie je ameriški komični film iz leta 1982, ki ga je režiral Sydney Pollack. V glavni vlogi nastopa Dustin Hoffman, v stranskih vlogah pa Jessica Lange, Teri Garr, Dabney Coleman, Bill Murray, Charles Durning, George Gaynes, Geena Davis, Doris Belack in Pollack. Zgodba prikazuje mladega in talentiranega igralca, ki je primoran zaradi slovesa težavne osebnosti prevzeti žensko identiteto za zagotovitev dela. Scenarij so napisali Larry Gelbart, Barry Levinson, Elaine May in Murray Schisgal po zgodbi Gelbarta in Dona McGuirea.
Film je bil premierno prikazan 17. decembra 1982 ter naletel na dobre ocene kritikov in se izkazal za finančno uspešnega z več kot 177 milijonov USD prihodkov, s čimer je drugi najdonosnejši film leta. Na 55. podelitvi je bil nominiran za oskarja v desetih kategorijah, tudi za najboljši film, osvojil pa le nagrado za najboljšo stransko igralko (Lange). Nominiran je bil tudi za pet zlatih globusov, od katerih je bil nagrajen za najboljši komični ali glasbeni film, igralca v komičnem ali glasbenem filmu (Hoffman) ter stransko igralko (Lange). Ameriški filmski inštitut ga je leta 1998 uvrstil na 62. mesto lestvice stotih najboljših ameriških filmov in leta 2000 na drugo mesto lestvice stotih najboljši ameriških komičnih filmov. Leta 1998 ga je ameriška Kongresna knjižnica izbrala za ohranitev v okviru Narodnega filmskega registra zavoljo njegove »kulturne, zgodovinske ali estetske vrednosti«.

## Vloge
- Dustin Hoffman kot Michael Dorsey/Dorothy Michaels
- Jessica Lange kot Julie Nichols
- Teri Garr kot Sandy Lester
- Dabney Coleman kot Ron Carlisle
- Doris Belack kot Rita Marshall
- Charles Durning kot Leslie »Les« Nichols
- Bill Murray kot Jeff Slater
- Sydney Pollack kot George Fields
- George Gaynes kot John Van Horn
- Geena Davis kot April Page
- Lynne Thigpen kot Jo
- Ellen Foley kot Jacqui
- Anne Shropshire kot ga. Crawley
- Amy Lawrence kot Amy
- Susan Egbert kot Diane
- Christine Ebersole kot Linda